# Kanovaren op de Olympische Jeugdzomerspelen 2010
Kanovaren is een van de olympische sporten die beoefend worden tijdens de Olympische Jeugdzomerspelen 2010 in Singapore. De competitie loopt van 21 tot en met 25 augustus in het Marina Reservoir. Er zijn zes onderdelen: vier voor jongens, twee voor meisjes. Voor de jongens zijn er onderdelen in de kajak en in de kano, de meisjes komen alleen in de kajak in actie.

## Deelnemers
De deelnemers moeten in 1993 of 1994 geboren zijn. Het aantal deelnemers is door het IOC op maximaal 40 jongens en 24 meisjes gesteld. Per land mag maximaal 1 jongen in de kajak, 1 jongen in de kano en 1 meisje mee doen. Iedereen moet aan de beide onderdelen meedoen die voor hen worden georganiseerd; de slalom en de sprint (vlakwater).
De resultaten op de jeugdwereldkampioenschappen 2008 en 2009 worden gebruikt om de deelnemende landen per onderdeel aan te wijzen. Op deze manier zijn bij de kano voor jongens 12 plaatsen te verdelen, bij de kajak voor jongens 15 en bij de meisjes 18 plaatsen, waarbij elk continent vertegenwoordigd moet zijn. Het gastland heeft recht op 1 startplaats bij elk onderdeel. Het deelnemersveld wordt door het IOC en de International Canoe Federation aangevuld tot respectievelijk 24, 16 en 24 deelnemers met overige landen waarbij er voor werd gezorgd dat uiteindelijk elk land ten minste vier sporters kon laten deelnemen aan de Jeugdspelen.
Bovendien geldt dat per land het totaal aantal sporters, bekeken over alle individuele sporten en het basketbal tijdens deze Jeugdspelen, is beperkt tot 70.

## Kalender
| Augustus  | 14 | 15 | 16 | 17 | 18 | 19 | 20 | 21 | 22 | 23 | 24 | 25 | 26 |
| --------- | -- | -- | -- | -- | -- | -- | -- | -- | -- | -- | -- | -- | -- |
| Kanovaren |    |    |    |    |    |    |    |    | 3  |    |    | 3  |    |

|  | Competitie |  | Finale |

## Medailles

### Jongens
| Discipline   | Goud | Goud             | Zilver | Zilver          | Brons | Brons           |
| ------------ | ---- | ---------------- | ------ | --------------- | ----- | --------------- |
| C1 slalom    | CHN  | Wang Xiaodong    | GER    | Dennis Soeter   | UKR   | Anatolii Melnyk |
| K1 slalom    | SLO  | Simon Brus       | SVK    | Miroslav Urban  | CZE   | Jiří Prskavec   |
|              |      |                  |        |                 |       |                 |
| C1 vlakwater | CUB  | Cardenas Sacerio | UKR    | Anatolii Melnyk | MEX   | Pedro Castaneda |
| K1 vlakwater | HUN  | Sándor Tótka     | GER    | Tom Liebscher   | ESP   | Inigo Carcia    |

### Meisjes
| Discipline   | Goud | Goud            | Zilver | Zilver            | Brons | Brons               |
| ------------ | ---- | --------------- | ------ | ----------------- | ----- | ------------------- |
| K1 slalom    | AUS  | Jessica Fox     | CZE    | Pavlina Zasterova | AUT   | Viktoria Wolffhardt |
|              |      |                 |        |                   |       |                     |
| K1 vlakwater | HUN  | Ramona Farkasdi | CHN    | Huang Jieyi       | BEL   | Hermien Peters      |

### Medailleklassement
| Plaats | Land       | NOC    | Goud | Zilver | Brons | Totaal |
| ------ | ---------- | ------ | ---- | ------ | ----- | ------ |
| 1      | Hongarije  | HUN    | 2    | 0      | 0     | 2      |
| 2      | China      | CHN    | 1    | 1      | 0     | 2      |
| 3      | Australië  | AUS    | 1    | 0      | 0     | 1      |
| 3      | Cuba       | CUB    | 1    | 0      | 0     | 1      |
| 3      | Slovenië   | SLO    | 1    | 0      | 0     | 1      |
| 6      | Duitsland  | GER    | 0    | 2      | 0     | 2      |
| 7      | Oekraïne   | UKR    | 0    | 1      | 1     | 2      |
| 7      | Tsjechië   | CZE    | 0    | 1      | 1     | 2      |
| 9      | Slowakije  | SVK    | 0    | 1      | 0     | 1      |
| 10     | België     | BEL    | 0    | 0      | 1     | 1      |
| 10     | Mexico     | MEX    | 0    | 0      | 1     | 1      |
| 10     | Oostenrijk | AUT    | 0    | 0      | 1     | 1      |
| 10     | Spanje     | ESP    | 0    | 0      | 1     | 1      |
| Totaal | Totaal     | Totaal | 6    | 6      | 6     | 18     |